# Pedro Ascencio Alquisiras
Pedro Ascencio Alquisiras (Acuitlapán, 19 de mayo de 1784-Tetecala, Morelos, 3 de junio de 1821) fue un militar mexicano, combatió durante la guerra de Independencia de México. Bajo las órdenes de Vicente Guerrero mantuvo una guerra de guerrillas en el territorio comprendido de Toluca a Mezcala. En los 3 años anteriores a la consumación de la independencia, se convirtió junto a Vicente Guerrero en uno de los enemigos más temibles de la causa realista[cita requerida].

## Historia

### Enfrentamientos anteriores al Plan de Iguala
Arriero de profesión y de etnia indígena nahua, fue compañero de Juan N. Álvarez Hurtado, quien lo motivó a unirse las fuerzas insurgentes de José María Morelos. Participó en la toma de Acapulco, y a la muerte de Morelos se unió a Vicente Guerrero. Se enfrentó a las fuerzas realistas comandadas por José Gabriel de Armijo en Tlatlaya. En el mismo sitio combatió a las tropas de Agustín de Iturbide. El 25 de enero de 1821 tuvo un enfrentamiento con las tropas comandadas por el coronel Ráfols en Totolmaloya (comunidad del actual Municipio de Sultepec), obligándolo a replegarse a Sultepec. Tenía una gran influencia entre los indígenas de la región quienes le avisaban de todos los movimientos de tropas españolas además de entregarle parte de sus cosechas, por lo que los españoles no podían saber si tras la fachada de pacifico campesino estaba en realidad un combatiente a tiempo parcial de Pedro Ascencio. 
A principios de 1820, derrotó a los realistas en Tlatlaya y posteriormente los volvió a derrotar en Cerromel, haciéndoles grandes bajas y obligando al resto a huir. Sin embargo, los realistas se reforzaron con tropas de Toluca, Querétaro y Celaya, por lo que emprendieron un nuevo ataque, siendo nuevamente derrotados en Cerromel. Ante las derrotas constantes, el Coronel Armijo, renunció a la Comandancia del Sur, quedando vacante el cargo. 
Debido a que atacaba en lugares muy alejados entre sí en lapsos de tiempo imposibles, los españoles comenzaron a creer que se trataba de un brujo, aunque después descubrieron que en realidad era porque tenía un hermano, también de nombre Ascencio, que mandaba tropas en otros sitios.

### Enfrentamientos posteriores al Plan de Iguala
A pesar de que el Plan de Iguala ya había sido promulgado el 24 de febrero de 1821, las batallas continuaron. Los comandantes realistas Márquez Donayo y Gabriel de Armijo se dirigieron a Zacualpan. El 9 y 10 de abril, enfrentaron a Pedro Ascencio, pero sin lograr vencerlo tuvieron que regresar a Taxco. El 3 de junio, Ascencio combatió contra el comandante realista Cristóbal Húber en Tetecala, fue forzado a retirarse y se dirigió hacia Cuernavaca, enfrentó en las cercanías a las fuerzas del capitán realista Dionisio Boneta. Sin lograr su objetivo se retiró a las haciendas de Miacatlán y del Charco. Húber persiguió a las tropas de los insurgentes, y en un lugar llamado Milpillas, Ascencio murió en combate. Fue decapitado y su cabeza enviada a Gabriel de Armijo en Cuernavaca.
Alquisiras mostró dotes de liderazgo en la insurgencia y al morir José María Morelos dirigió a los insurgentes junto a destacados caudillos como Vicente Guerrero y Nicolás Bravo (aunque estuvo preso de 1817 a 1820) de 1817 a 1821.[cita requerida] Por este motivo se convirtió en uno de los principales enemigos de José Gabriel de Armijo y del virrey Juan Ruiz de Apodaca. Su zona de batallas comprende los estados de Guerrero, Estado de México, Michoacán y parte de Oaxaca y Puebla. En 1821 José Gabriel de Armijo renunció a su cargo como Comandante General Realista del Sur y Agustín de Iturbide tomó el mando.[cita requerida]

«Las tropas de Iturbide sufrieron cinco ataques terribles por los americanos del Sur; experiencia que le hizo mudar de rumbo en su plan de operaciones, y que desengañado de que no podría subyugarlos por la fuerza, recurrió al acomodamiento [...] En razón de esta resistencia física, procuró multiplicar su diligencia para hacer entrar en sus ideas a Guerrero y Ascencio, caudillos principales que no podían menos de verlo con horror y recelo.»[cita requerida]

Entonces cuando se negoció la firma del Plan de Iguala el propio Ascencio firmó y siguió luchando contra las fuerzas leales al virrey hasta su muerte, ocurrida el 3 de junio de 1821 cerca de Cuernavaca en un lugar llamado Milpillas.[cita requerida]